# Найдангийн Тувшинбаяр
На́йдангийн Тувшинба́яр (монг. Найдангийн Түвшинбаяр; род. 1 июня 1984, Монголия) — монгольский дзюдоист, первый олимпийский чемпион в истории Монголии во всех видах спорта (2008).

## Карьера
Выступает в весе до 100 кг. На Азиатских играх 2006 года Тувшинбаяр занял пятое место как в категории тяжёлого веса, так и в свободной категории. Серебряный и бронзовый призёр чемпионатов Азии 2007 года и 2008 годов соответственно. Стал чемпионом Олимпийских игр 2008 года, став первым монгольским золотым медалистом. 14 августа 2008 года ему было присвоены звания заслуженного спортсмена и героя труда Монголии, ордена Чингисхана и Сухэ-Батора и Полярной звезды. На Олимпийских играх 2012 года занял второе место, став первым монгольским спортсменом, завоевавшим медали на нескольких Олимпиадах.

## Арест и уголовное дело
Монгольский дзюдоист и первый в истории страны олимпийский чемпион Найдангийн Тувшинбаяр 2 апреля 2021 года в пьяном состоянии жестоко избил своего друга, борца, причинив тяжкий вред его здоровью. Найдангийну Тувшинбаяру было предъявлено уголовное обвинение 1 декабря 2021 года, он вышел на свободу под залог.
Потерпевший в течение восьми месяцев лечился в больнице в Корее, 19 декабря вернулся в страну и находился в отделении интенсивной терапии. Его состояние врачи оценивали как тяжкое. Потерпевший не приходил в сознание, а 26 декабря 2021 года скончался. 9 июня 2022 года Найдангийн Тувшинбаяр был приговорён к 16 годам тюремного заключения за убийство.